# 郭薪
郭薪（1968年8月—），河北巨鹿人，原中华人民共和国政治人物。

## 生平
1968年8月，郭薪出生在河北省巨鹿县。1986年，郭薪考入中南工业大学（今中南大学）工业自动化专业。在校期间的1990年6月加入中国共产党。1990年7月毕业后分配至郴州地区旅游局外事办担任干事。1997年8月调任郴州市计委外贸科科长、农业经济科科长。2002年2月，郭薪出任中共桂阳县委常务委员。2006年8月，郭薪转任中共郴州市苏仙区委常务委员、宣传部部长。次年3月转任苏仙区人民政府副区长。2010年7月升任常务副区长。2012年9月调任中共嘉禾县委副书记、县人民政府代理县长，10月正式任县长。2016年8月升任县委书记。2021年7月，郭薪出任中共郴州市委副秘书长。

### 落马
2022年8月22日，郭薪涉嫌“严重违纪违法”接受郴州市纪委监委纪律审查和监察调查。